# Ussel (Corrèze)
Ussel é uma comuna francesa na região administrativa da Nova Aquitânia, no departamento de Corrèze. Estende-se por uma área de 50,37 km². Em 2010 a comuna tinha 9 923 habitantes (densidade: 197 hab./km²).